# 鬼物語
『鬼物語』（オニモノガタリ）は、西尾維新による小説。〈物語〉シリーズの第8弾（通巻11巻目）として講談社BOXレーベルにて2011年9月に刊行された。イラストレーションはVOFAN。

## 概要
現代の怪異を描き、大ヒットした『化物語』のその後を描いた物語シリーズ新章（セカンドシーズン）の第5弾。話数表記およびサブタイトルは第忍話「しのぶタイム」となっている。『傷物語』第零話「こよみヴァンプ」に登場した美しき鬼キスショット・アセロラオリオン・ハートアンダーブレード改め忍野忍（おしのしのぶ）の過去の記憶に登場する新たな脅威の物語。「こよみヴァンプ」で一部語られていたキスショット（後の忍）が400年前に日本に来て、妖刀「心渡」を入手した頃のエピソードが語られる。ただし大筋のストーリー自体は迷子の少女八九寺真宵（はちくじまよい）に纏わるものとなっている。箱絵はメリーゴーラウンドに乗る忍が描かれている。
時系列は前巻『囮物語』が11月頃の話だったのが、少し戻ることになる。『傾物語』の直後の8月21日から始まり、『猫物語 白』で不在だった二学期開始直後の阿良々木暦（あららぎこよみ）や忍たちの動向が描かれる。本作では久しぶりに暦が語り部を務め、シリーズの名物となっている掛け合い雑談やメタフィクション発言といったギャグシーンも多数用意されている。次作『恋物語』でセカンドシーズンは完結する。
販売部数は2011年9月28日から10月24日までの累計で約17万部。

## あらすじ
直江津高校3年生の阿良々木暦と吸血鬼幼女・忍野忍は8月21日、八九寺真宵を助けるためのひと夏の大冒険から帰ってきた。
始業式も既に終わり、二学期一日目をサボってしまった暦は真宵と出会い、楽しい雑談の時間を過ごす。阿良々木家に辿り着き、この間の日曜日に忘れていったリュックサックを真宵に返そうとしたその時、正体不明の存在が現れる。
真っ暗で視認できず、そこにあるともないとも言えない謎の「くらやみ」としか表現しようのない何かがその場に現れた。刹那、暦は真宵を乗せ自転車で逃走を試みる。4か月前の春休み以来、数々の怪異に遭遇した暦は、得体の知れないその何かに対し本能的な危機を感じ、間髪入れず逃走したのだった。全速力で逃走する暦であったが振り切ることはできず、そのブラックホールのような存在に愛用の自転車を呑まれてしまう。もはや絶体絶命かと思われた暦と真宵だが、偶然遭遇した斧乃木余接（おののきよつぎ）に助けられる。余接の「アンリミテッド・ルールブック」で取り敢えず窮地を脱し、3人は例の学習塾跡の廃墟に逃げ込む。気を失った八九寺を横たえ、暦と余接は「くらやみ」の正体について意見を交換するがどうにもまとまらない。そうこうしている内に、暦の影に潜んでいた忍が目を覚まし、あの「くらやみ」について語り始める。
かつて「キスショット・アセロラオリオン・ハートアンダーブレード」と呼ばれ伝説の怪異・吸血鬼の王だった頃の忍の、400年前の事件が語られる。

## 登場キャラクター
阿良々木 暦（あららぎ こよみ）
声 - 神谷浩史
セカンドシーズンでは久しぶりに語り部を務める本作の主人公。私立直江津高校の3年生男子。春休みの時期に吸血鬼を助け、その後その吸血鬼のパートナーとなる。母の日に道に迷っていた八九寺真宵を助け、友達となった。
忍野 忍（おしの しのぶ）
声 - 坂本真綾
本作の副題となっている吸血鬼。現在は力を奪われ8歳ほどの幼女の姿になっているが、本来は500年を生きる怪異の王。普段は暦の影の中で眠っている。本来は美しい成人女性の姿で「キスショット・アセロラオリオン・ハートアンダーブレード」という真名を持っていた。全盛期には南極から日本へ跳躍する程の桁外れの能力を持っていた。
八九寺 真宵（はちくじ まよい）
声 - 加藤英美里
11年前の母の日に交通事故で死亡して以来、辿り着けなかった母親の家をずっと探し迷っていた蝸牛の怪異・「迷い牛」の少女。3ヶ月前に阿良々木暦と戦場ヶ原ひたぎらの助けによって怪異から解放された。
斧乃木 余接（おののき よつぎ）
声 - 早見沙織
暴力陰陽師・影縫余弦（かげぬい よづる）に支える式神の童女。外見は12歳ほどだが怪異としての力を持っており、「例外のほうが多い規則（アンリミテッド・ルールブック）」という技を使う。
初代怪異殺し
400年前にキスショットと出会った武士。妖刀「心渡」（こころわたり）と「夢渡」（ゆめわたり）を所持し、妖怪変化の退治を生業としていた。キスショットの第1の眷属とされた男。忍は彼の名前をよく覚えておらず、便宜上「怪異殺し」と呼んでいる。
臥煙 伊豆湖（がえん いずこ）
声 - ゆきのさつき
怪異の専門家。忍野メメや貝木泥舟の大学時代の先輩にあたる若い女性。服装は若々しく暦は二十代後半くらいだと思っているが実際の年齢は不詳。野球帽を横向きにかぶり、大きめの服をだるだるに着ている。iPhone、アンドロイドなどスマートフォン、携帯電話を合わせて5つ持っている。
忍野 扇（おしの おうぎ）
声 - 水橋かおり
12月頃に直江津高校に転校してきた1年生の女子生徒。忍野の一族が代々やっている由緒正しい仕事をしていると語る。

## 書籍
- 西尾維新（著） / VOFAN（イラスト） 『鬼物語』 講談社〈講談社BOX〉、2011年9月28日第1刷発行（9月29日発売[2]）、ISBN 978-4-06-283781-1

## テレビアニメ
2013年7月より放送されたテレビアニメ『〈物語〉シリーズ セカンドシーズン』で、本作の「しのぶタイム」がセカンドシーズンの他5作品と共にTOKYO MXほかにて放送された。